# Лагерный (Архангельская область)
Лагерный (Лагерное) — урочище (покинутое поселение) в  Архангельской области России. Находится на территории  городского округа Новая Земля

## География
Находится на острове Северный архипелага Новой Земли, на берегу западной части пролива Маточкин Шар

## История
Поселок был факторией, основанной в 1932 году. Лагерное по местоположению и занимаемой площади со строениями являлось вторым крупным населенным пунктом после Белушьей Губы. Здесь имелись фактория, больница, красный чум и ветеринарный пункт, жителей проживало 18 человек. Радиостанции не было, радиосвязь осуществлялось через полярную станцию Мыс Столбовой, расположенную в 20 километрах и Шумилиху в 14 километрах. У фактории имеются катера типа «Кавасаки», способные по своим мореходным возможностям ходить в открытое море. Фактория Лагерный обслуживала промысловые участки участки: Безымянная, Грибовое, Поморское, Митюшиха, Сухой Нос и Черакино, где проживало 15 человек.
Новая недолгая жизнь поселка началась в 1955 году, когда был организован Новоземельский полигон. Дело в том, что первый ядерный взрыв на Новой Земле был проведен 21 сентября 1955 года — это было подводное испытание атомной торпеды относительно небольшой мощности (3,5 кт), и на архипелаге тогда еще жили люди — те самые промысловики. Всех этих людей оттуда было решено выселить. Население Лагерного на 15 апреля 1955 года составляло 62 человека (34 взрослых и 28 детей).
 Решением Министерства торговли СССР и Архоблисполкома было указано — «закрыть к 15 июля 1955 года на острове Новая Земля фактории Белушья, Литке, Красино и промысловые участки Абросимово, Лилье, Поморка, Вальково, Пропащая и Круглое, а население переселить в поселок Лагерное в проливе Маточкин Шар».
Поселок этот с общей площадью зданий в 3350 квадратных метров специально строили военные — с благоустроенным жильем, электростанцией, интернатом, школой, клубом, баней и прачечной.
Тем, кто покидал фактории и переселялся в Лагерное, выплачивали единовременное пособие. В документе оговаривалось, что охотникам-промысловикам «разрешается производить, в свободное от проведения испытаний время, охоту на промысловых участках в зоне полигона, отведенной постановлением Совета Министров СССР от 31 июля 1954 года № 1559—699».
Депортацию гражданского населения приводили в 2 этапа.
Хотя, условия вот этого временного проживания в поселке Лагерное в тот период уже, конечно, были не самыми прекрасными. Как пишет человек, живший в те времена на Новой Земле:
 «Мои родители, с промучастка остров Круглый, каким-то образом умудрились остаться на южном острове, переехали на участок Обседья и там в одном доме с семьей Лютиковых занимались промыслом вплоть до отселения населения с Новой Земли в 1957 году на материк.
 А вот в новом Лагерном промыслом уже никто не занимался, военные не разрешили. Да и как при такой скученности, при том собак отобрали».
Так что в период с 1955 по 1957 годы можно сказать, что люди, жившие в Лагерном, были определенным образом ограничены в правах, потому что свободы действий и передвижений по архипелагу фактически не имели. Плюс к тому они утратили почти все свое имущество, и даже собак пришлось оставить на архипелаге. К моменту выселения с Новой Земли, в Лагерном были: прачечная, клуб, дизельная электростанция, новое здание Новоземельского островного советадепутатов, школа-интернат, больница, красный чум, промысловые постройки и дома промысловиков, небольшое кладбише. Окончательно был заброшен в 1957 году, а потом и вовсе разрушен в результате испытаний «Царь-Бомбы». Сегодня поселение представляет собой руины.